# Westmorland and Furness
Westmorland and Furness är en enhetskommun i det ceremoniella grevskapet Cumbria i England,  Storbritannien. Kommunen har 227 643 invånare (2022). Administrativ huvudort är Kendal.
Den bildades den 1 april 2023 genom en sammanslagning av distrikten Barrow-in-Furness, Eden och South Lakeland. Den har 155 civil parishes.
Större orter är Barrow-in-Furness, Kendal, Penrith och Ulverston.